# 鳥取県道31号鳥取国府岩美線
鳥取県道31号鳥取国府岩美線（とっとりけんどう31ごう とっとりこくふいわみせん）は、鳥取県鳥取市と岩美郡岩美町を結ぶ主要地方道（鳥取県道）である。

## 概要

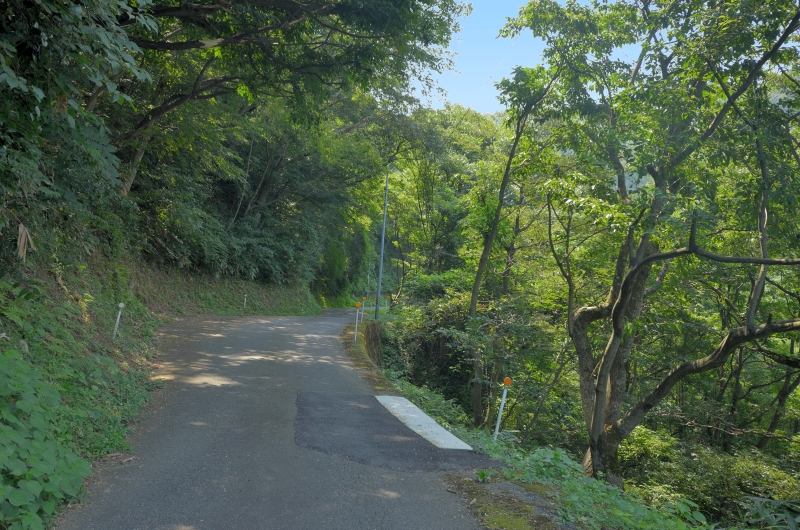
十王峠の険路

県道31号は、鳥取市中心部に近い吉方地区を起点とし、旧国府町中心部を通り、十王峠を越えて岩美町の蒲生峠付近へ至る主要地方道である。
この道路のルーツは古代の山陰道にあたると推定されており、近畿地方と因幡国の国庁を繋ぐルートの一つだったと考えられている。江戸時代には法美往来となり、特に鳥取藩主の池田家の墓地（鳥取藩主池田家墓所）や一宮である宇倍神社への参詣路として鳥取藩による整備が行われた。
明治時代に雨滝街道と呼ばれるようになり、県道に昇格、一時期は蒲生峠を越えて兵庫県へ至る区間となっていた。昭和以降、蒲生峠付近の一部区間が国道9号に移管されたほか、拡幅・改修やバイパス付け替え、ダム建設によるルート変更などがあり多少の経路変更があるものの、おおまかなルートは旧法美街道に相当する。十王峠から蕪島集落までの3km程は、いまも幅員が狭い険道になっている。このため、十王峠バイパスを建設中。

### 路線データ
- 起点：鳥取県鳥取市南吉方3丁目（産業道路交差点、鳥取県道26号秋里吉方線・鳥取県道323号若葉台東町線交点）
- 終点：鳥取県岩美郡岩美町蒲生（塩谷交差点、国道9号交点）
- 総延長：26.6 km

## 歴史

### 山陰道

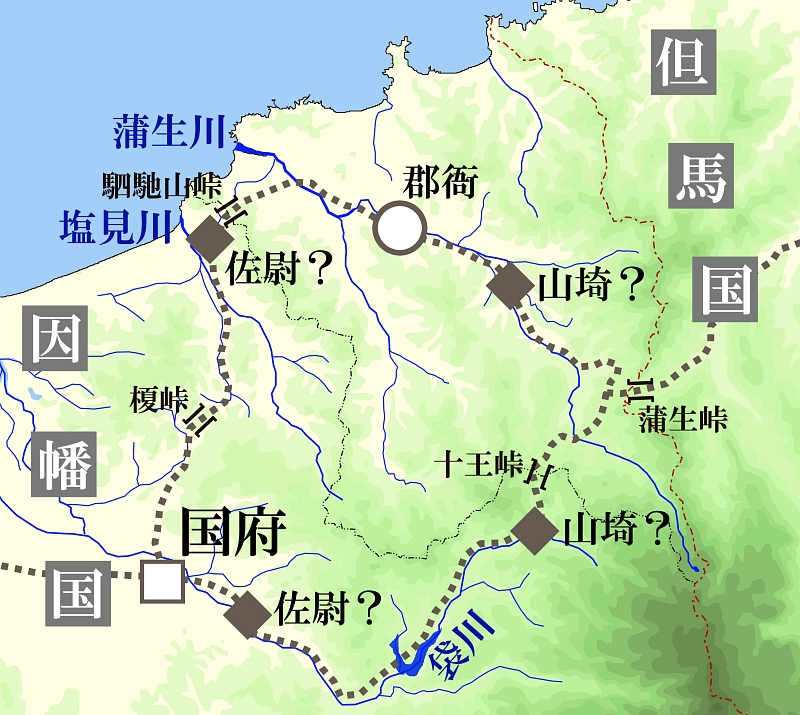
古代の山陰道ルートの2説

古代に五畿七道のひとつに定められた山陰道は、京都から但馬国（兵庫県北部）を経て因幡国（鳥取県東部）を通り、伯耆国（鳥取県西部）、出雲国（島根県東部）など東西に通じていた。しかしその古い経路はとくに山間部では不詳な部分が多く、因幡国（鳥取県東部）でも明らかになっていない。
平安時代の延喜式では因幡国に「山埼」「佐尉」などの駅家が記録されているが、これらがどこにあったのかはわかっていない。「山埼」「佐尉」に相当する地名（遺称地）が複数あり、但馬国から蒲生峠を越えて因幡国に入ったあと、因幡国の国庁があった旧国府町に至るルートにはおおまかに2通りの説がある。
このうち、蒲生峠からすぐに南へ転じで十王峠を越えて袋川上流に出て、袋川に沿って国府を目指すルートが概ね現在の県道31号に相当する。

### 法美往来

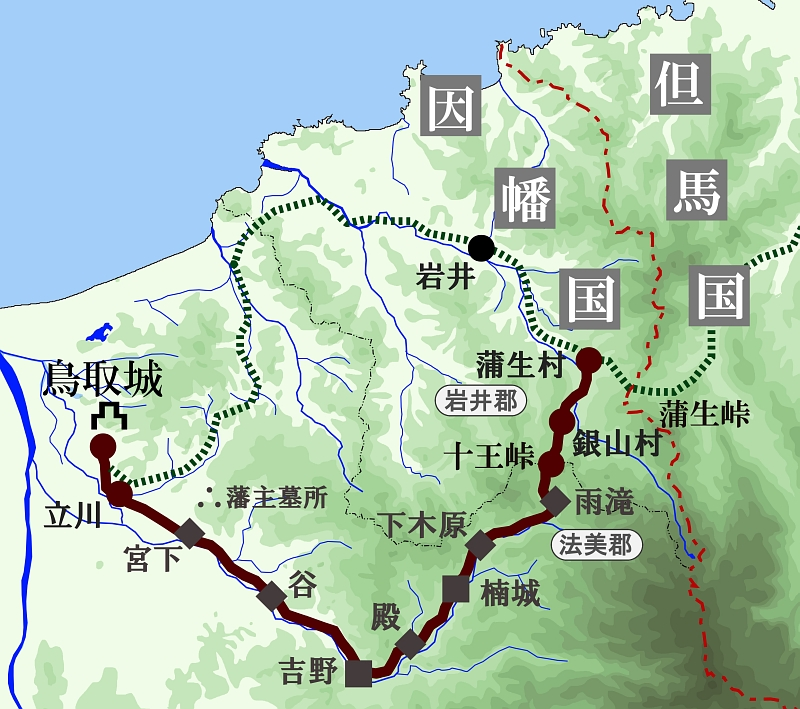
江戸期の法美往来

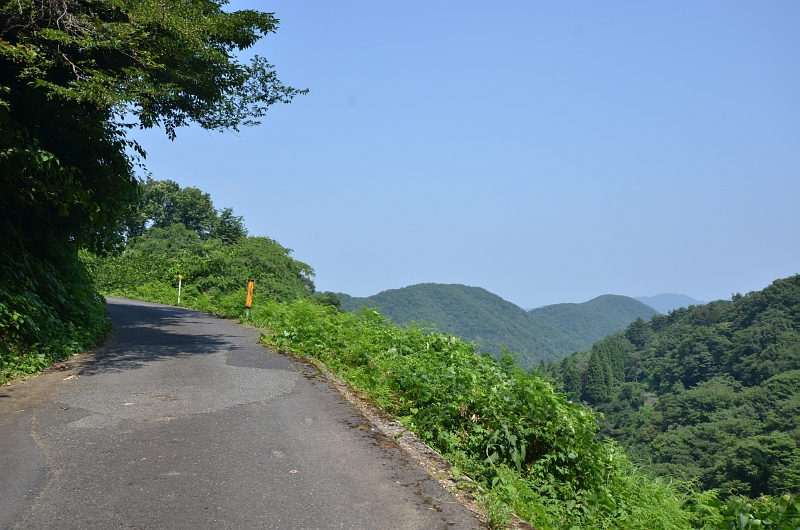
現在の十王峠頂上付近。法美往来はこの右側の斜面をおりて銀山地区へ通じていた

因幡国東部では、古来から巨濃郡（おおよそ現在の岩美町に相当）、法美郡（おおよそ後の国府町に相当）、邑美郡（現在の鳥取市などに相当）などがあった。江戸時代に巨濃郡は「岩井郡」と改称し、明治時代になると3郡が合併して岩美郡となった。
古代には国庁のある国府町のあたりが因幡国の中心地だったが、江戸時代になると、鳥取藩の本拠がおかれた鳥取城が因幡国の中心となり、藩内のさまざまな街道が鳥取城を起点として整備され、一里塚なども築かれた。
このうち法美往来は、鳥取城から袋川の右岸を遡り、法美郡を縦走して十王峠を越えて岩井郡に入り、蒲生川の上流部にある蒲生村に至る街道である。岩井郡に通じることから「岩井往来」、さらに蒲生峠を越えると但馬国へ向かうことから「たじま道」とも称した。また、国府付近や雨滝付近を通ることから、部分的に「国府道」や「雨滝道」とも称した 。
江戸時代の史料によると、鳥取城の大手門にあった「擬宝珠橋」（現在は「大手橋」）を起点とし、旧袋川を渡る「立川大橋」、十王峠、銀山村（現在の岩美町銀山地区）を経由して蒲生村（岩美町蒲生地区）までの約6里の街道だった。
法美往来と現在の県道との経路は、十王峠と蒲生地区の間で大きく異なっている。江戸時代の法美往来は十王峠から「銀山」地区へまっすぐ下り、そのまま蒲生村へ通じていた。銀山地区は、戦国末期の短い期間、西日本最大級の産出量を誇る「因幡銀山」があった集落である。このルートの峠下部分は山道としても現存せず、銀山集落内で行き止まりになっている。現在の県道は急勾配を避けて峠から大きく尾根を回りこんで「洗井」地区へおりている。
距離
- 擬宝珠橋 - 立川大橋:20町30間[10][6]（約2km236m）
- 立川大橋 - 十王峠:4里31町31間半[6]（約19km148m）
- 十王峠 - 銀山村:15町22間[6]（約1km676m）
- 銀山村 - 蒲生村:25町[6]（約2km727m）
- 合計 6里20町48間半[6]（約25km834m）
  - ※上記の値は1間＝1.818mとして換算したもの[注 2]。

主な中継地
- 一里塚 - 宮下（鳥取市国府町宮下）、谷（鳥取市国府町谷）、殿（因幡万葉湖）、下木原（鳥取市国府町下木原）、雨滝（鳥取市国府町雨滝）
- 宿 - 吉野村（鳥取市国府町吉野）
- 馬継場 - 宮下村
- 飛脚宿 - 立川村、宮下村、楠城村（鳥取市国府町楠城）

鳥取藩主の池田家の累代の墓所（鳥取藩主池田家墓所）が宮下付近にあったことから、特に鳥取城と宮下付近の間は整備が行われており、1828（文政11）年には沿道の村民を動員して補修を行ったという記録がある。

### 雨滝街道

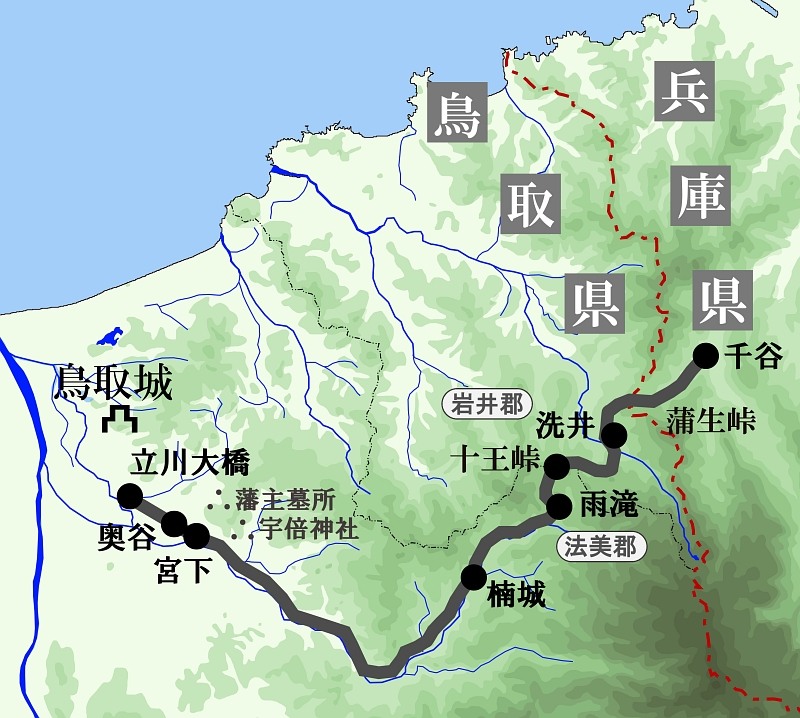
明治時代に県道として整備された雨滝街道

明治時代になって道路の種別が定められるようになると法美往来は第三種道路（里道）となった。1882（明治15）年1月の臨時県議会でこの道路の改修を議決し、県道と同じ幅員（2間＝約3.6m）で「ごく平坦で立派な道」として整備された。ただし12,000円あまりにのぼる改修費用は沿道40か村の負担であり、この時点では県道としては扱われていなかった。実際の工事は1883（明治16）年に鳥取の立川大橋から始まり、雨滝、十王峠、蒲生峠を経て、1889（明治22）年に兵庫県二方郡千谷村（八田村を経て現在の新温泉町）に至って完成した。
特に十王峠と蒲生峠の間では、荷馬車の通行を可能にするために十王峠の頂上からくだるルートが法美往来とは大きく変わり、銀山地区へ下りるのではなく洗井地区へ下りるようになった。1892（明治25）年には、蒲生峠に荷馬車などの通行が可能な新道が開通した。これは従前の塩谷から峠に登るルートではなく、蒲生川に沿って洗井地区の蕪島まで遡り、そこから山越えをするルートになった。この結果、洗井地区には蒲生峠を越える利用者のための商店などができて、宿場町のような賑わいを見せた。
この道路は荷馬車や人馬の往来が頻繁だったが、県道ではなかったので、道路の補修費用などの維持費は相変わらず沿道の村が拠出しており、重い負担だった。1896（明治29）年に、鳥取に歩兵第40連隊が移転してくることになると、これを機にこの道路を県道に昇格させる運動が起きた。県議会への請願により、この年11月の議会で県道化が可決、翌1897（明治30）年に正式に県道となった。このときの建議書で「雨滝街道（雨瀧街道）」と表記されており、それ以来この県道を雨滝街道と称するようになった。
区間・距離
- 立川大橋 - 兵庫県二方郡千谷村（八田村）
- 6里12町（約24.87 km）

かつてのルート
江戸時代の法美往来は鳥取城前の擬宝珠橋が起点だったが、明治の県道・雨滝街道は立川大橋が起点となっている。擬宝珠橋・立川大橋間は、現在は主に県道323号および県道291号によって結ばれているが、現在のルートは改修や付け替えによって変わっており、江戸時代と一緒ではない。擬宝珠橋も現存せず、概ね鳥取県立鳥取西高等学校の前に位置していた。
立川大橋から宮下までは、ほぼ直線である。ただしこのうち大部分を占める、立川大橋から「奥谷入口」交差点までは、路線の付け替えによって現在は県道291号として扱われている。「奥谷入口」のあたりには、奥谷廟所（鳥取藩主池田家墓所）や宇倍神社（因幡国一宮）があるほか、一里塚があった。しかしこの一里塚は現存しない。

### 鳥取-国府-岩美線
蒲生峠付近

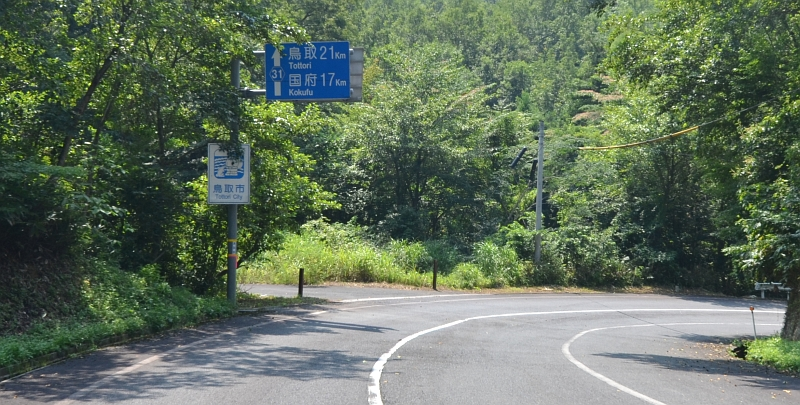
十王峠の鳥取市側では整備が進んでいる

県道の雨滝街道はその後も改修、拡幅、新道への付け替えなどが行われて整備されていった。太平洋戦争後に、新道路法に基いて1952（昭和27）年に国道9号が一級国道に昇格することになり、蒲生峠の区間は国道9号となった。このため県道の区間は国道9号にぶつかる洗井地区までとなった。
1978（昭和53）年に蒲生峠を塩谷からトンネルで抜ける蒲生バイパスができると、洗井から蒲生峠を越える区間は県道119号となり、塩谷・洗井間の旧国道区間は県道31号に編入された。
奥谷付近
このほか、起点付近では立川大橋・奥谷間が県道291号となった。起点は「南吉方3丁目・産業道路交差点」に移り、奥谷までバイパス状に拡幅された新ルートとなった。新たな起点となった交差点付近には鳥取県の第三地方合同庁舎がある。
捨石・楠城付近
かつて飛脚宿が設けられていた楠城地区付近には、「不動峠」と称する急坂があり、難所のひとつだった。一帯には1980年代から殿ダム（とのダム）が建設され、新たにできた因幡万葉湖によって県道も沿道の集落とともに水没した。2009（平成21）年にはダム湖の湖岸をバイパスし、殿橋、殿トンネル、神護大橋、捨石トンネル、捨石橋、楠城トンネルなどで通過する約4.9 kmの付け替えが行われた。ダム自体の竣工は2011（平成23）年である。

### 年表
- 1971年（昭和46年）6月26日 - 建設省（現・国土交通省）が主要地方道に指定。
- 1972年（昭和47年） - 鳥取県が路線認定。
- 1993年（平成5年）5月11日 - 建設省から、県道鳥取国府岩美線が鳥取国府岩美線として主要地方道に再指定される[17]。

## 路線状況

### 重複区間
- 鳥取県道37号岩美八東線（鳥取市国府町栃本 - 鳥取市国府町下木原）

### 未供用区間
- 岩美郡岩美町銀山 - 岩美郡岩美町鳥越（十王峠バイパス）

## 地理

### 通過する自治体
- 鳥取市
- 岩美郡岩美町

### 交差する道路
| 交差する道路                                                                       | 市町村名 | 市町村名 | 交差する場所                  | 交差する場所          |
| ---------------------------------------------------------------------------------- | -------- | -------- | ----------------------------- | --------------------- |
| 鳥取県道26号秋里吉方線 鳥取県道323号若葉台東町線                                   | 鳥取市   | 鳥取市   | 南吉方3丁目                   | 産業道路交差点 / 起点 |
| 鳥取県道247号卯垣正蓮寺線                                                          | 鳥取市   | 鳥取市   | 国府町新通り3丁目             | 鳥取聾学校交差点      |
| 鳥取県道291号鳥取国府線                                                            | 鳥取市   | 鳥取市   | 国府町分上（ぶんじょう）1丁目 | 奥谷入口交差点        |
| 鳥取県道225号三代寺宮下線                                                          | 鳥取市   | 鳥取市   | 国府町宮下（みやのした）      | 宮ノ下小学校交差点    |
| 鳥取県道251号国府正蓮寺線                                                          | 鳥取市   | 鳥取市   | 国府町町屋                    | 万葉歴史館入口交差点  |
| 鳥取県道194号津ノ井国府線                                                          | 鳥取市   | 鳥取市   | 国府町麻生                    | 玉鉾橋東交差点        |
| 鳥取県道282号麻生国府線                                                            | 鳥取市   | 鳥取市   | 国府町谷                      | 岡益橋北交差点        |
| 鳥取県道39号郡家国府線                                                             | 鳥取市   | 鳥取市   | 国府町新井（にい）            |                       |
| 鳥取県道154号上地中河原線                                                          | 鳥取市   | 鳥取市   | 国府町中河原                  |                       |
| 鳥取県道37号岩美八東線 重複区間起点                                                | 鳥取市   | 鳥取市   | 国府町栃本                    |                       |
| 鳥取県道37号岩美八東線 重複区間終点                                                | 鳥取市   | 鳥取市   | 国府町下木原                  |                       |
| 鳥取県道31号鳥取国府岩美線 / 十王峠バイパス未供用                                  | 岩美郡   | 岩美町   | 銀山                          |                       |
| 鳥取県道31号鳥取国府岩美線 / 十王峠バイパス 兵庫県道・鳥取県道119号千谷蕪島線 重複 | 岩美郡   | 岩美町   | 洗井                          |                       |
| 国道9号                                                                            | 岩美郡   | 岩美町   | 蒲生                          | 塩谷交差点 / 終点     |
| 十王峠バイパス                                                                     |          |          |                               |                       |
| 鳥取県道31号鳥取国府岩美線 / 現道                                                  | 岩美郡   | 岩美町   | 銀山                          | バイパス起点          |
| 未供用区間                                                                         |          |          |                               |                       |
| 兵庫県道・鳥取県道119号千谷蕪島線 重複区間起点                                     | 岩美郡   | 岩美町   | 洗井                          |                       |
| 鳥取県道31号鳥取国府岩美線 / 現道 兵庫県道・鳥取県道119号千谷蕪島線 重複区間終点   | 岩美郡   | 岩美町   | 洗井                          | バイパス終点          |

### 沿線にある施設など
|            |          |              |                |
| 池田家墓所 | 宇倍神社 | 旧国府町役場 | 因幡万葉歴史館 |

- 鳥取藩主池田家墓所 - 累代の鳥取藩主の墓地
- 宇倍神社 - 因幡国一宮
- 旧国府町役場（鳥取市役所国府町総合支所）
- 因幡万葉歴史館
- 新井の石舟古墳

|      |                                  |                |
| 雨滝 | 雨滝地区の県道脇にある「六地蔵」 | 「横尾の棚田」 |

- 山崎城
- 殿ダム・因幡万葉湖
- 雨滝 - 日本の滝百選
- 十王峠 - 大茅山の鞍部を抜ける峠。
- 横尾の棚田 - 洗井地区にある棚田。日本の棚田百選。
- 旧国道9号・蒲生峠（鳥取県岩美郡岩美町洗井（兵庫県道・鳥取県道119号千谷蕪島線交点） - 終点）